# 鲁埃格自由城区
鲁埃格自由城区（法語：Arrondissement de Villefranche-de-Rouergue）是法国奧克西塔尼大區阿韦龙省所辖的一个区。总面积2123.7平方公里，总人口88171，人口密度42人/平方公里（2017年）。主要城镇为鲁埃格自由城。

## 辖区
鲁埃格自由城区辖有96个市镇。